# Derek Redmond
Derek Anthony Redmond (Bletchley, 3 settembre 1965) è un ex velocista britannico, specializzato nei 400 metri piani.
Durante la sua carriera ha detenuto il record britannico nella disciplina dei 400 metri piani e ha vinto la medaglia d'oro, nella staffetta 4×400 metri, ai Mondiali, agli Europei e ai Giochi del Commonwealth.
Ha ottenuto questi risultati nonostante la sua carriera sia stata segnata da una serie di infortuni. Il più famoso avvenne ai Giochi olimpici di Barcellona 1992. Durante la semifinale, mentre era a poco meno della metà del giro di pista, si strappò il bicipite femorale della gamba destra ma, pur di raggiungere il traguardo, proseguì dapprima saltellando sulla gamba sinistra e poi appoggiandosi a suo padre che lo raggiunse dagli spalti oltrepassando gli addetti alla sicurezza. Appena superarono la linea del traguardo l'intero stadio gli dedicò una standing ovation.
Questo incidente è diventato uno dei momenti da ricordare nella storia delle Olimpiadi ed è stato oggetto di uno dei video "Celebrate Humanity" del Comitato Olimpico Internazionale. Le stesse immagini sono state utilizzate anche in una pubblicità della Visa come esempio dello Spirito Olimpico ed in uno degli spot "Courage" della Nike nel 2008.

## Biografia

### Carriera
Redmond stabilì il record britannico dei 400 m piani nel 1985 con il tempo di 44"82. Questo record venne successivamente infranto da Roger Black ma Redmond riuscì ad impadronirsi nuovamente di esso nel 1987 con il tempo di 44"50. Il suo primato è durato fino al 1992.
Nel 1986 era componente della squadra che vinse la staffetta 4×400 metri ai Campionati europei e ai Giochi del Commonwealth. L'anno seguente era nella squadra che vinse la medaglia d'argento nella staffetta 4×400 metri ai Mondiali di Roma.
Ai Campionati del mondo del 1991 Redmond era membro della squadra britannica che batté a sorpresa la favorita squadra statunitense. Egli corse la seconda frazione e, insieme ai compagni Roger Black, John Regis e Kriss Akabusi, fecero segnare, quello che era per allora, il secondo miglior tempo della storia nella staffetta 4×400 metri.
La carriera di Redmond è stata interrotta varie volte dagli infortuni. Ai Giochi olimpici di Seul 1988, dovette dare forfait alla gara di apertura dei 400 metri, a soli 90 secondi dalla partenza, a causa di un infortunio al tendine d'Achille. Prima delle Olimpiadi del 1992, aveva già subito ben otto operazioni a causa dei suoi infortuni.

### Dopo il ritiro
Due anni dopo le Olimpiadi di Barcellona, gli venne detto da un chirurgo che non avrebbe mai più potuto rappresentare il suo paese nello sport. Tuttavia, dopo aver accettato il ritiro dall'atletica, dietro l'incoraggiamento di suo padre, ha iniziato a rivolgere la sua attenzione ad altri sport. Dopo aver effettuato provini con diverse società di pallacanestro, riuscì ad assicurarsi un posto nella Gran Bretagna. Colse l'occasione per inviare una foto autografata della squadra al chirurgo che gli aveva detto che non avrebbe mai più rappresentato il suo paese nello sport.
Dopo aver giocato a basket rivolse la sua attenzione al rugby, un altro dei suoi sport preferiti, con l'intento di rappresentare il Regno Unito, a livello professionistico, in tre diverse discipline dello sport.
Nel rugby riuscì a raggiungere la Division 1, tuttavia, dopo aver completato le prove per l'England Sevens, gli venne negato un posto in squadra.
Tra le altre cose Redmond è stato direttore dello sviluppo per velocità ed ostacoli per la Federazione di atletica leggera del Regno Unito ed ha anche lavorato come oratore motivazionale.
Nel 1994 ha vinto l'edizione di "Celebrity Gladiators" e, durante le prime quattro edizioni della serie "Gladiators" (1992-96), ha lavorato come assistente arbitro a John Anderson. Ha anche lavorato come commentatore per Eurosport e ha presentato uno spettacolo di basket su ITV.
Ha anche gareggiato in moto con la Hottrax Motorsport Racing Club che, in collaborazione con la scuderia Maria Costello MBE, formarono la Costello Redmond Racing. Il team, nel 2009, è giunto secondo nel Campionato Senior 1000 Tag Endurance, dove tre membri del team corsero, in staffetta, per sei ore su sette circuiti nazionali del Regno Unito.
Oggi Redmond svolge l'attività di oratore motivazionale ispirando le persone con le vicende della sua storia personale fatta dei trionfi nella staffetta 4×400 m e del suo famoso infortunio ai Giochi olimpici di Barcellona 1992. Attualmente è co-proprietario della scuderia Splitlath Redmond che partecipa alla Superbike Britannica.

### Vita privata
Redmond ha conseguito il diploma alla Roade School di Northamptonshire dove, in suo onore, gli è stata intitolata una sala sportiva polivalente. È tifoso della squadra di calcio del Newcastle.
Nel 1994, a Northampton, sposò la nuotatrice olimpionica britannica Sharron Davies. La coppia, che ha avuto due figli, Anthony Elliott (classe 1993, Northampton) e Grace Elizabeth (classe 1998, Gloucestershire) ha divorziato nel 2000.
Il 26 agosto del 2011 Redmond si è sposato con Maria Yates.

## Palmarès
| Anno                                  | Manifestazione          | Sede       | Evento      | Risultato  | Prestazione | Note                  |
| ------------------------------------- | ----------------------- | ---------- | ----------- | ---------- | ----------- | --------------------- |
| In rappresentanza della Gran Bretagna |                         |            |             |            |             |                       |
| 1986                                  | Europei                 | Stoccarda  | 4×400 m     | Oro        | 2'59"84     | Record dei campionati |
| 1987                                  | Mondiali                | Roma       | 400 m piani | 5º         | 45"06       |                       |
| 1987                                  | Mondiali                | Roma       | 4×400 m     | Argento    | 2'58"86     | Record europeo        |
| 1991                                  | Mondiali                | Tokyo      | 400 m piani | Semifinale | 45"67       |                       |
| 1991                                  | Mondiali                | Tokyo      | 4×400 m     | Oro        | 2'57"53     | Record europeo        |
| 1992                                  | Giochi olimpici         | Barcellona | 400 m piani | Semifinale | dnf         |                       |
| In rappresentanza dell' Inghilterra   |                         |            |             |            |             |                       |
| 1986                                  | Giochi del Commonwealth | Edimburgo  | 4×400 m     | Oro        | 3'07"19     |                       |